# Římskokatolická farnost Prasklice
Římskokatolická farnost Prasklice je územní společenství římských katolíků s farním kostelem svaté Anny v děkanátu Kroměříž.

## Historie farnosti
První písemná zmínka o obci pochází z roku 1355. 

## Duchovní správci
Současným administrátorem xcurrendo je od listopadu 2014 R. D. Mgr. Jan Ston.

## Bohoslužby
| Kostel     | Místo    | Bohoslužba (den) | Hodina                      | Poznámka     |
| ---------- | -------- | ---------------- | --------------------------- | ------------ |
| svaté Anny | Prasklic | sobota           | 17.00 (s nedělní platností) | farní kostel |

## Aktivity ve farnosti
Ve farnosti se pravidelně koná tříkrálová sbírka.